# Oziotelphusa dakuna
Oziotelphusa dakuna là một loài động vật giáp xác trong họ Gecarcinucidae. Chúng là loài đặc hữu của Sri Lanka.
Môi trường sống tự nhiên của chúng là các khu rừng đất thấp ẩm, các đầm lầy và sông nhiệt đới hoặc cận nhiệt đới.
Loài này đang bị đe dọa do mất môi trường sống.